# Perdita gemella
Perdita gemella är en biart som beskrevs av Timberlake 1964. Perdita gemella ingår i släktet Perdita och familjen grävbin. Inga underarter finns listade i Catalogue of Life.